# Iodbromid
Iodbromid ist eine Interhalogenverbindung, die aus den Elementen Iod und Brom besteht.

## Gewinnung und Darstellung
Iodbromid kann direkt aus den Elementen hergestellt werden:
{\displaystyle \mathrm {I_{2}+Br_{2}\longrightarrow 2\ IBr} }
Hierzu werden Iod und Brom in einem Schutzgas zusammengebracht und über einen längeren Zeitraum hinweg erhitzt.

## Eigenschaften
Iodbromidkristalle sind dunkelgrau und riechen stechend. Sie lassen sich unter anderem in Wasser, Ethanol und Ether lösen.

## Verwendung
Iodbromid wird zur Bromierung und zur Bestimmung der Iodzahl verwendet.